# Callista teysmannii
Callista teysmannii là một loài thực vật có hoa trong họ Lan. Loài này được (Miq.) Kuntze mô tả khoa học đầu tiên năm 1891.